# Liste de jeux Windows (J)
Cette liste de jeux Windows dont le titre commence par la lettre J recense des jeux vidéo sortis sur le système d'exploitation Windows pour PC.
Pour un souci de cohérence, la liste utilise les noms français des jeux, si ce nom existe.
Cette liste est découpée, il est possible de naviguer entre les pages via le sommaire.
- J.B. Harold Murder Club
- J.U.L.I.A.
- Jack Keane
- Jack Keane 2: The Fire Within
- Jack l'éventreur : New-York 1901
- Jack Lumber
- Jack Orlando: A Cinematic Adventure
- Jack Nicklaus 4
- Jack Nicklaus 5
- Jack Nicklaus 6: Golden Bear Challenge
- Jackbox Party Pack, The
- Jacked : La Guerre des gangs
- Jacob Jones and the Bigfoot Mystery
- Jade Empire: Special Edition
- Jagged Alliance
- Jagged Alliance: Deadly Games
- Jagged Alliance 2
- Jagged Alliance 2: Unfinished Business
- Jagged Alliance 2: Wildfire
- Jagged Alliance: Back in Action
- Jagged Alliance: Crossfire
- Jagged Alliance: Flashback
- Jagged Alliance Online
- Jagged Alliance Online: Reloaded
- Jagged Alliance: Rage!
- James Cameron's Avatar: The Game
- James Renard : Opération Milkshake
- Jamestown: Legend of the Lost Colony
- Jane's AH-64D Longbow
- Jane's Longbow 2
- Jane's Attack Squadron
- Jane's F-15
- Jane's F/A-18
- Jane's IAF: Israeli Air Force
- Jane's US Navy Fighters 97
- Jane's USAF
- Jane's WWII Fighters
- JASF : Jane's Advanced Strike Fighters
- Jaws Unleashed
- Jazz Jackrabbit 2
  - Jazz Jackrabbit 2: Holiday Hare 98
  - Jazz Jackrabbit 2: The Secret Files
- Jazz: Trump's Journey
- Jazzpunk
- JCC Pokémon Online
- Jeanne d'Arc
- Jeff Gordon XS Racing
- Jekyll and Hyde
- Jenny LeClue
- Jeopardy!
- Jeopardy! 2nd Edition
- Jeopardy! 2003
- Jeopardy! Deluxe
- Jeopardy! Super Deluxe
- Jersey Devil
- Jérusalem : Les Trois Chemins de la ville sainte
- Jet Car Stunts
- Jet Rider
- Jet Set Radio
- Jetez-vous à l'eau !
- Jetfighter III
- Jetfighter IV: Fortress America
- Jetfighter V: Homeland Protector
- JetFighter 2015
- Jetpack Joyride
- Jets'n'Guns
- Jeu d'aventure du Routard, Le
- Jewels of the Oracle
- JezzBall
- Jim Power: The Lost Dimension in 3D
- Jimmy Neutron, un garçon génial
- Jimmy Neutron vs. Jimmy Negatron
- Jimmy White's 2: Cueball
- Jimmy White's Cueball World
- Jinkō Shōjo 3
- JFK: Reloaded
- Joan Jade and the Gates of Xibalba
- Job Simulator
- Joe Danger
- Joe Danger 2: The Movie
- Joe Dever's Lone Wolf
- John Saul's Blackstone Chronicles : L'Asile maudit
- John Wick Chronicles
- John Wick Hex
- Johnny Mnemonic: The Interactive Action Movie
- Joint Operations: Typhoon Rising
  - Joint Operations: Combined Arms
  - Joint Operations: Escalation
- Joint Strike Fighter
- Jolly Rover
- Jonah Lomu Rugby
- Jotun
- Joue avec les Teletubbies
- Journey
- Journey Down, The
- Journey to the Savage Planet
- Journey's End
- Journeyman Project, The
  - Journeyman Project, The: Turbo
- Journeyman Project 2, The: Buried in Time
- Journeyman Project 3, The : L'Héritage du temps
- Joust
- JTF: Joint Task Force
- Judge Dredd: Dredd vs. Death
- Judge Dredd Pinball
- Juggernaut: The New Story for Quake II
- Juiced
- Juiced 2: Hot Import Nights
- Juicy Realm
- Jumanji, le jeu vidéo
- Jumanji: A Jungle Adventure Game Pack
- Jumanji: The VR Adventure
- Jump 'n Bump
- Jump Force
- Jumpgate
- Jumpgate Evolution
- JumpJet Rex
- Jupiter Strike
- Jurassic Park: Trespasser
- Jurassic Park III: Danger Zone!
- Jurassic Park III: Dino Defender
- Jurassic Park: Operation Genesis
- Jurassic Park: The Game
- Jurassic World Evolution
- Just Cause
- Just Cause 2
- Just Cause 3
  - Just Cause 3: Sky Fortress
  - Just Cause 3: Mech Land Assault
  - Just Cause 3: Bavarium Sea Heist
- Just Cause 4
- Just Dance 2017
- Just Dance 2018
- Just Shapes and Beats
- Just Survive

| Sommaire : | Haut - A B C D E F G H I J K L M N O P Q R S T U V W X Y Z 0-9 |